# Kévin Perticot
Joseph Kévin Perticot (ur. 1 maja 1996 w Grande Pointe aux Piments) – maurytyjski piłkarz grający na pozycji pomocnika. Jest wychowankiem klubu Pamplemousses SC.

## Kariera klubowa
Swoją karierę piłkarską Perticot rozpoczął w klubie Pamplemousses SC. W sezonie 2014/2015 zadebiutował w jego barwach w pierwszej lidze maurytyjskiej. Wraz z tym klubem trzykrotnie został mistrzem Mauritiusa w sezonach 2016/2017, 2017/2018 i 2018/2019 oraz dwukrotnie wicemistrzem w sezonach 2015/2016 i 2022/2023. Zdobył też dwa Puchary Mauritiusa w latach 2016 i 2018.

## Kariera reprezentacyjna
W reprezentacji Mauritiusa Perticot zadebiutował 17 maja 2015 roku w przegranym 0:2 meczu COSAFA Cup 2015 z Zimbabwe.